# Universidad de Tifariti
La Universidad de Tifariti (en árabe: جامعة تيفاريتي‎) es una universidad ubicada en la ciudad de Tifariti (Sahara Occidental). Es la primera universidad saharaui fundada.

## Historia
La Universidad de Tifariti fue un proyecto que se anunció durante la celebración de la Conferencia Internacional para la Reconstrucción y Urbanización de los Territorios Liberados en 2009, dentro del marco de la llamada Declaración de Tifariti, con el objetivo de dotar de un centro de enseñanza superior saharaui en los Territorios liberados o Zona Libre que controla el Frente Polisario.
La universidad se fundó en 2012 con la ayuda y solidaridad de numerosas universidades europeas, africanas y latinoamericanas. Su primer rector es Jatari Hamudí Abdulah y oferta cuatro titulaciones: Enfermería, Magisterio, Informática y Periodismo.
En 2019 la Universidad de Tifariti suscribió un importante acuerdo de colaboración con la Universidad de Oviedo.